# Станіславув (Пшисуський повіт)
Станіславув (пол. Stanisławów) — село в Польщі, у гміні Одживул Пшисуського повіту Мазовецького воєводства.
Населення — 109 осіб (2011).
У 1975-1998 роках село належало до Радомського воєводства.

## Демографія
Демографічна структура станом на 31 березня 2011 року:
|          | Загалом | Допрацездатний вік | Працездатний вік | Постпрацездатний вік |
| -------- | ------- | ------------------ | ---------------- | -------------------- |
| Чоловіки | 56      | 9                  | 38               | 9                    |
| Жінки    | 53      | 10                 | 25               | 18                   |
| Разом    | 109     | 19                 | 63               | 27                   |